# جاستن روس لي
جاستن روس لي (بالإنجليزية: Justin Ross Lee)‏ هو نجم اجتماعي أمريكي، ولد في 7 أبريل 1983 في نيويورك في الولايات المتحدة.

## وصلات خارجية
- الموقع الرسمي